# Bukit Meugit
Bukit Meugit är en kulle i Indonesien.   Den ligger i provinsen Aceh, i den västra delen av landet, 1 600 km nordväst om huvudstaden Jakarta. Toppen på Bukit Meugit är 15 meter över havet.
Terrängen runt Bukit Meugit är platt. Runt Bukit Meugit är det tätbefolkat, med 319 invånare per kvadratkilometer. I omgivningarna runt Bukit Meugit växer i huvudsak städsegrön lövskog.